# Libnotes (Libnotes) simplicicercus
Libnotes (Libnotes) simplicicercus is een tweevleugelige uit de familie steltmuggen (Limoniidae). De soort komt voor in het Oriëntaals gebied.